# Bågbro

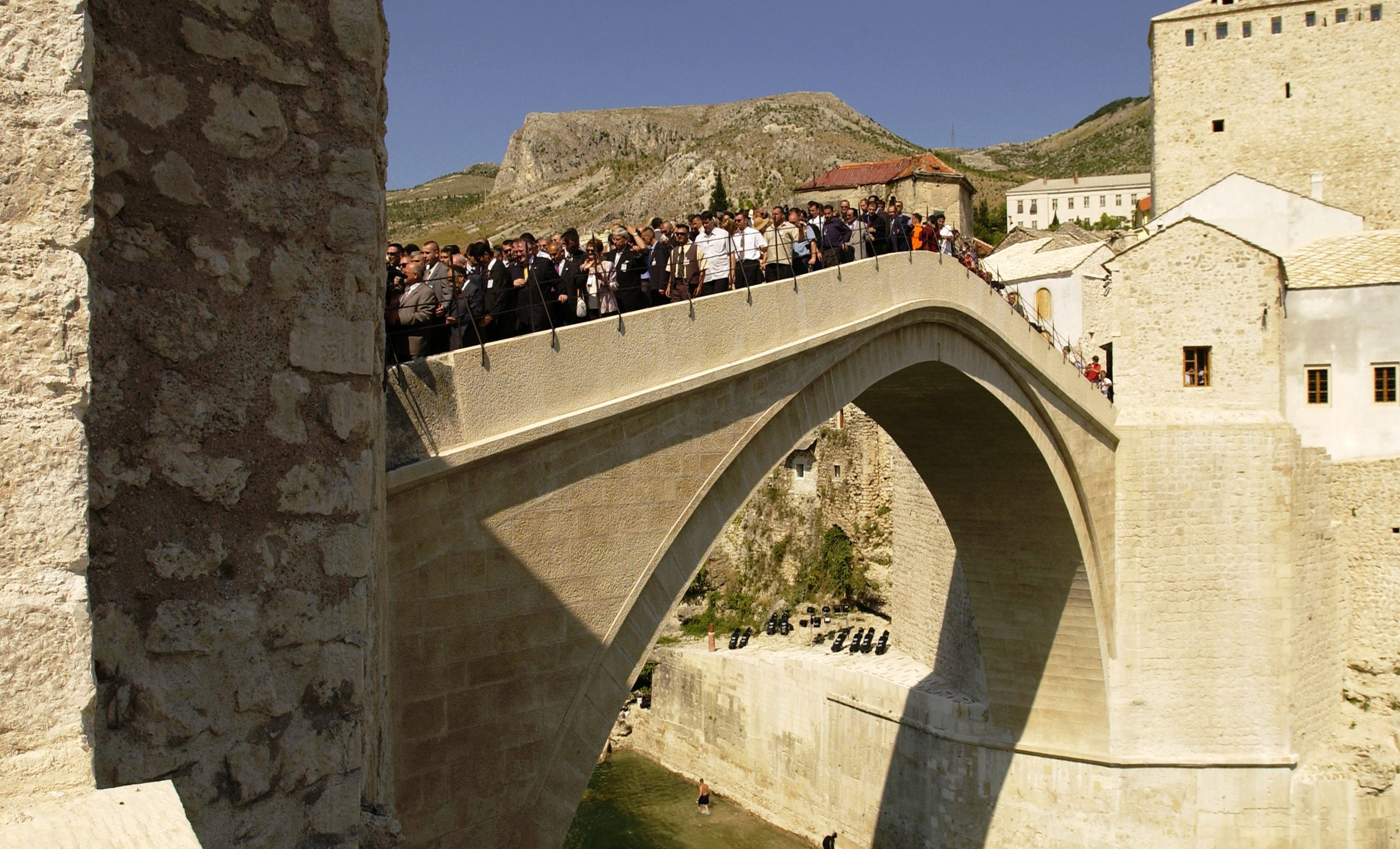
Gamla Bron i Mostar, en historisk bågbro.

En bågbro är en bro där de bärande delarna är formade som en båge. Bågbron är en modern utveckling av den klassiska murade valvbron av sten, som romarna utvecklade. Det finns valvbroar kvar även idag tack vare den höga hållfastheten hos sten.

## Beskrivning
Bågen kan vara av armerad betong eller stål. En bågbro kan klara en spännvidd på över 500 meter. Den långa spännvidden beror på att trycket fördelas jämnt över bågen och inte så mycket genom böjning. Kraften samlas vid brofästena där man kan använda berggrunden som stöd. Bågbron möjliggör alltså att bron kan få en stor spännvidd så att man slipper betongpelare i mitten.
Bron hålls uppe av bågar som pressas samman av konstruktionens tyngd. Brobanan kan vara placerad över eller under, eller delvis över och delvis under bågarna.  Läggs brobanan på pelare ovanför bågen kallas konstruktionen "högbro" och bron är då högst i mitten. När brobanan hängs i bågen kallas konstruktionen "lågbro" och höjden under bron är lika överallt.

## Exempel från Sverige

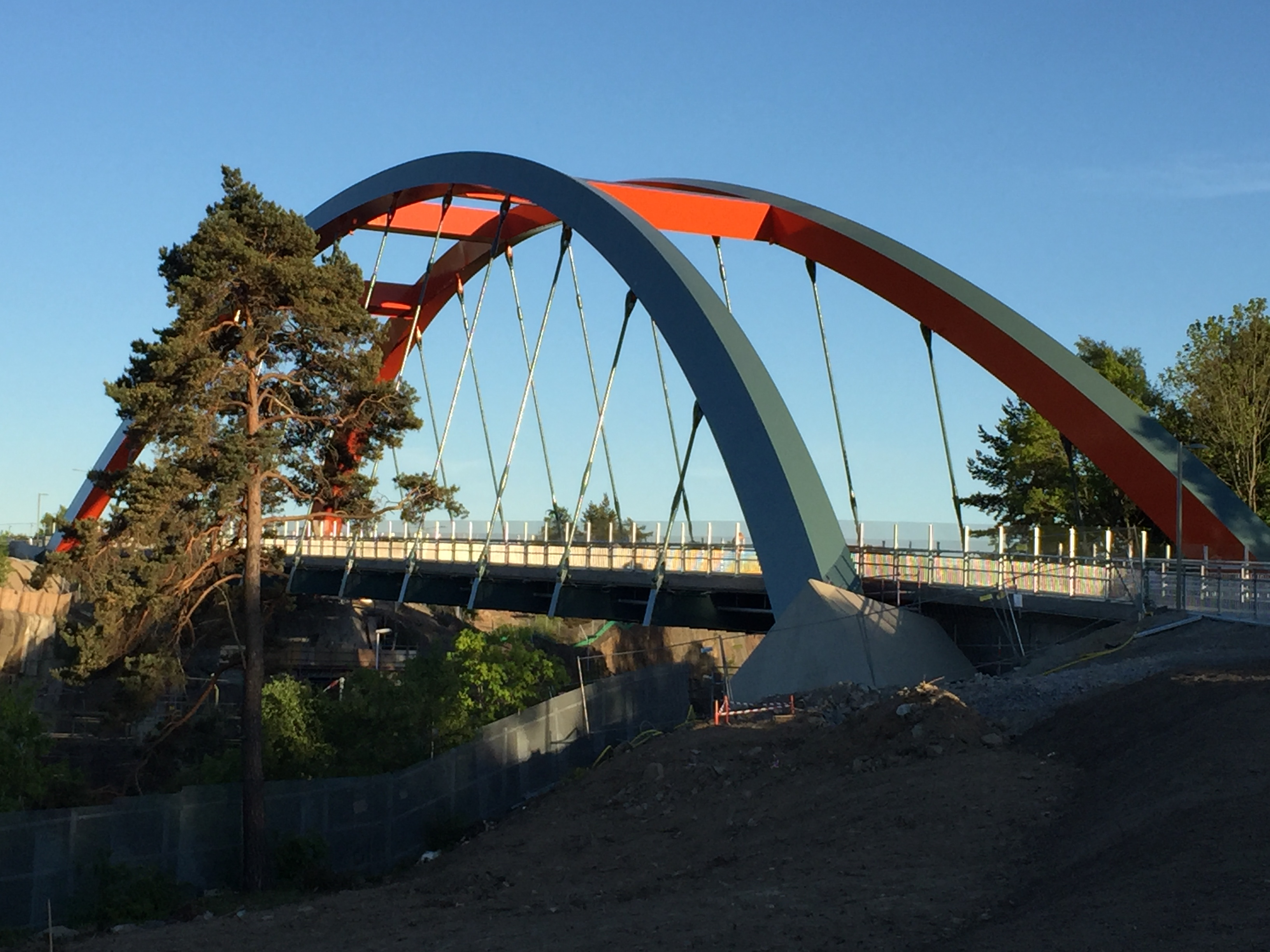
Bågbro Västberga allébro i södra Stockholm. Bågar av stål med spännvidd 105 m, invigd 2017.
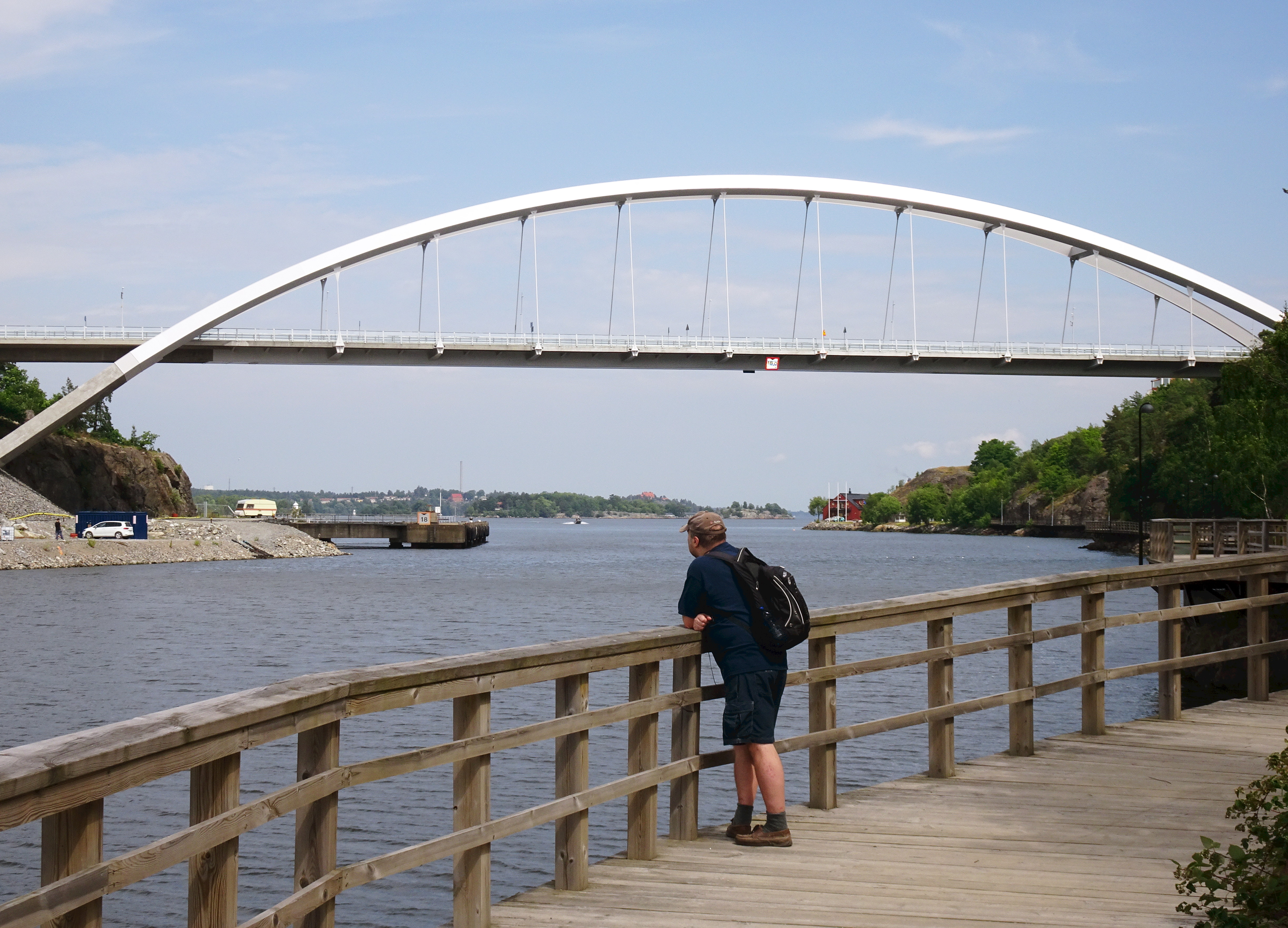
Svindersviksbron, med spännvidd på 140 meter, segelfri höjd på 18 meter och invigd 2016.
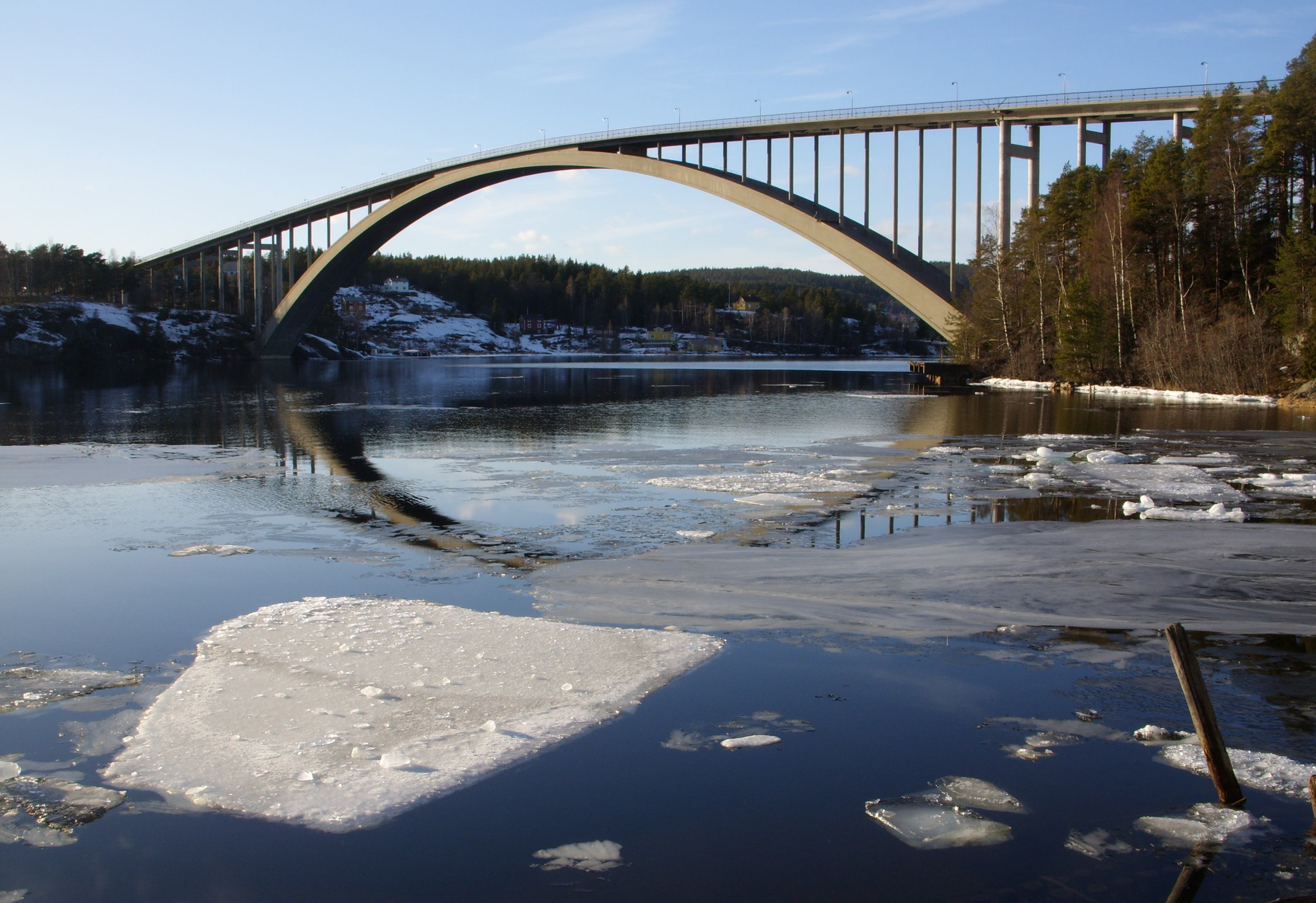
Sandöbrons betongbåge har ett spann på 264 meter över Ångermanälven, invigd 1943.
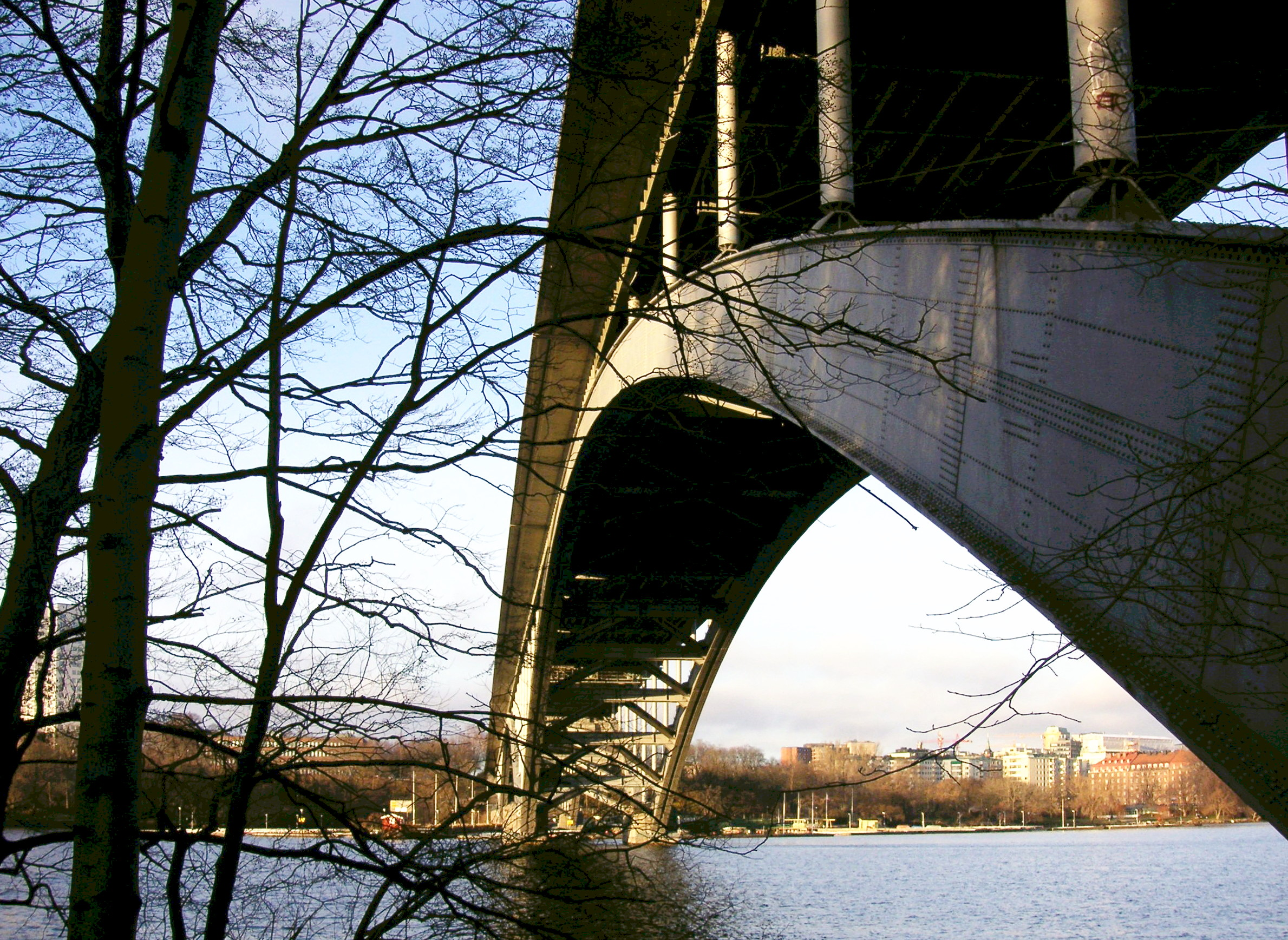
Västerbron i Stockholm har bågar av stål, invigd 1935.
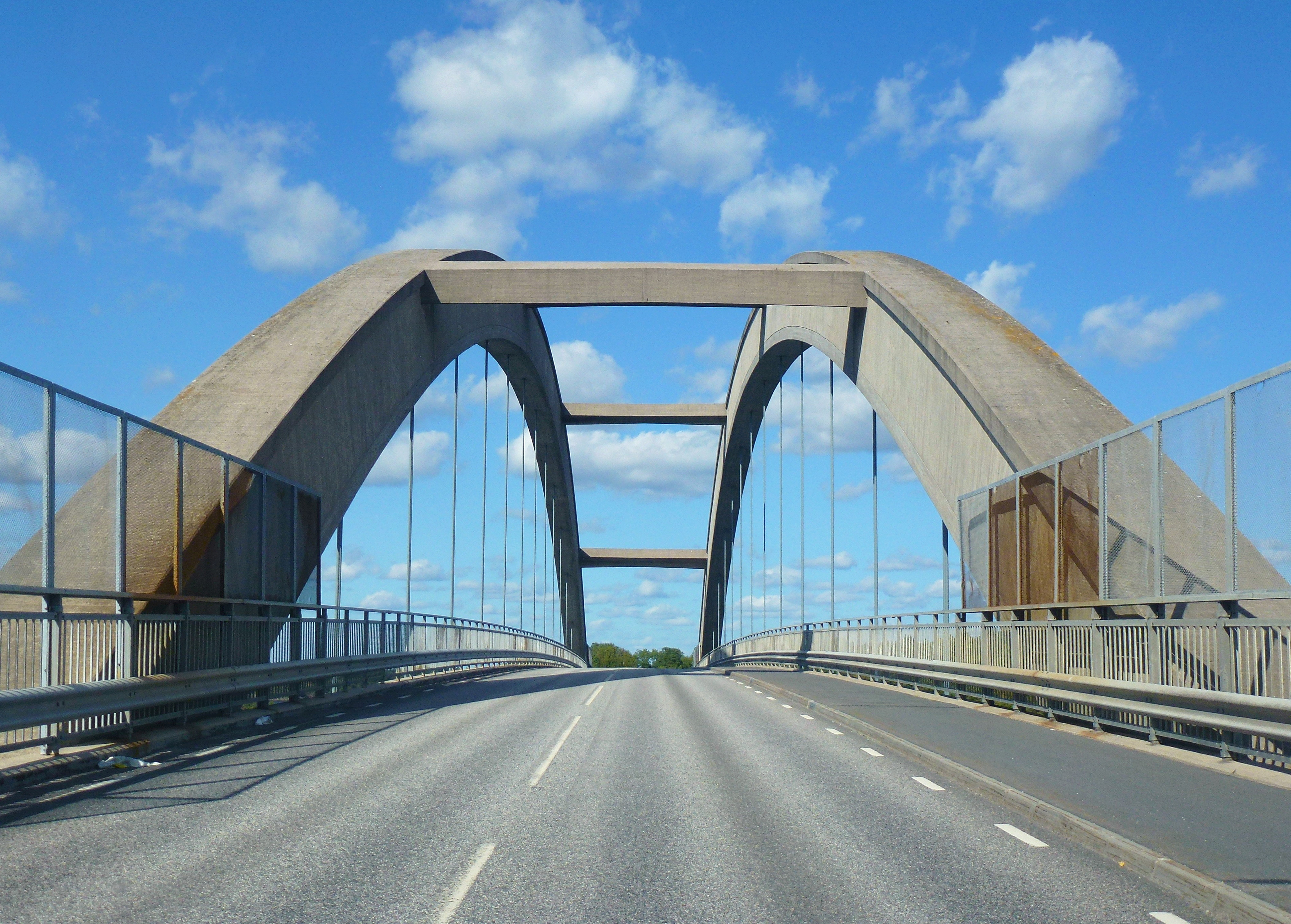
Djuröbron med betongbågens spann på 182 meter, invigd 1962.
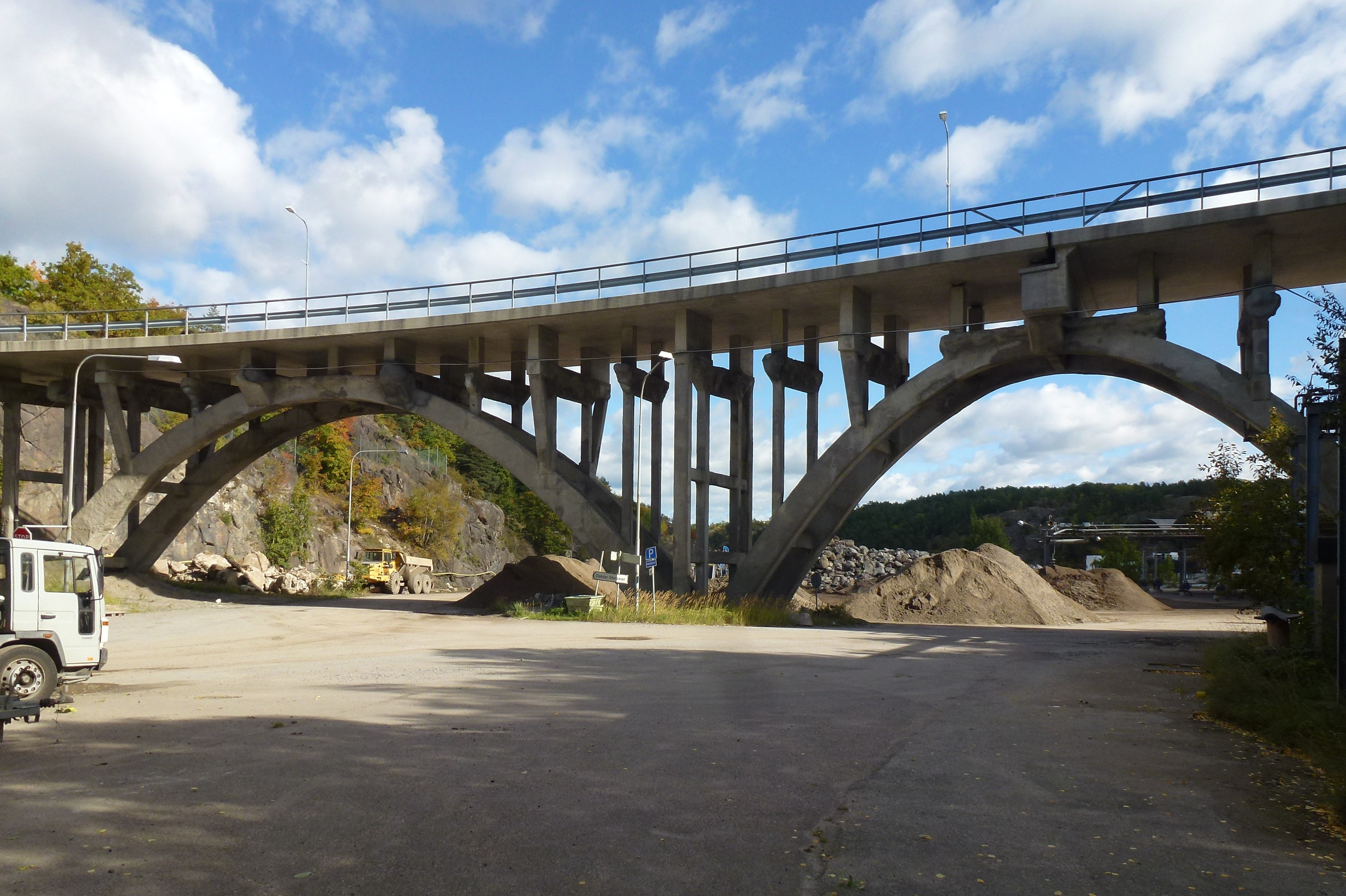
Kvarnholmsbron i Nacka kommun, invigd 1924.